# Roan

Wappen der Kommune Roan

Roan ist ein Ort und eine ehemalige Kommune im mittelnorwegischen Fylke Trøndelag. Die Kommune lag auf der Halbinsel Fosen an der Küste des Nordmeers. Neben dem namensgebenden Verwaltungssitz Roan umfasste sie mehrere kleine Dörfer sowohl an der Küste wie im Hinterland, darunter Straum, Hofstad und Bessaker. Im Zuge der Kommunalreform in Norwegen wurde Roan zum 1. Januar 2020 mit Åfjord zusammengelegt.
Auf einer Fläche von 377 km² lebten 957 Einwohner (Stand: 1. Januar 2019). Die Kommunennummer war 5019.

## Wirtschaft
Haupterwerbszweige waren Landwirtschaft, Fisch- und Krabbenfang.
Zwischen Sommer 2007 und Sommer 2008 entstand nahe dem Dorf Bessaker Norwegens zweitgrößter Windpark „Bessakerfjellet Vindpark“ auf dem gleichnamigen Höhenzug. Insgesamt 25 Windenergieanlagen mit zusammen 57,5 MW Nennleistung wurden für den Trondheimer Energieversorger TrønderEnergi durch die deutsche Enercon GmbH errichtet. Zu den Hauptanteilseignern gehören die Stadtwerke München. Der Windpark ist einer von sechs Teilparks des Windparks Fosen Vind.

## Persönlichkeiten
- Kaspar Hassel (* 1877 in Roan; † 1962 in Bergen), Architekt und Segler, Olympiasieger